# Philip Collin
Pas d'image ? Cliquez ici
Philip Collin, né le 2 mai 1963 à Chicago est un pilote automobile américain. Il a notamment participé à quatre reprises aux 24 Heures du Mans, en 2004, 2005, 2006 et 2007.

## Carrière
Il participe pour la première fois aux 24 Heures du Mans en 2004, au volant de la Porsche 911 GT3 RS (996) de Seikel Motorpsort. Il se classe quinzième du classement général,,,.